# Gamboma flygplats
Gamboma flygplats är en stängd flygplats vid orten Gamboma i Kongo-Brazzaville. Den ligger i departementet Plateaux, i den centrala delen av landet, 270 km norr om huvudstaden Brazzaville. Gamboma flygplats ligger 460 meter över havet. IATA-koden är GMM och ICAO-koden FCOG. Av säkerhetsskäl stängdes flygplatsen tillfälligt 2018.